# Batalla del Monte Calvo
Batalla del Monte Calvo o Batalla de Monte Calvo fue una serie de cinco enfrentamientos por la Colina 266 en el centro-oeste de Corea dentro del marco de la Guerra de Corea. Ocurrieron durante un período de 10 meses entre 1952-1953, aunque también hubo altercados violentos tanto antes como después de estos compromisos.

## Antecedentes
Cuando entre mayo y junio de 1952, el general de división David L. Ruffner de la 45.a división, que sostenía el flanco derecho de la línea de los I Corps, se encontraba frustrado por la buena visión que los observadores enemigos tenían de las posiciones de su división. En oposición a la 45 División de este a oeste fueron elementos de la 338a y 339a regimientos chinos (113a División, 38o Ejército), el 350o y 349o Regimientos (117a División, 39o ejército), y el 344o Regimiento (115a División, 39o ejército). Los otros componentes de la infantería de la 113a, 115a y 117a Divisiones estaban en reserva, al igual que la 116a División, 39o Ejército. Los chinos tenían más de diez batallones de artillería colocados a lo largo del frente en papeles de apoyo directo o general. El general de división Ruffner estableció planes para la Operación Contador, una operación de dos fases para capturar y mantener 12 puestos avanzados unos pocos miles de metros delante de la línea principal. Una de las colinas más prominentes llegó a ser llamado Monte Calvo (en inglés "Old Baldy" literalmente "Viejo Calvo"), que ganó su apodo después de la artillería y el fuego de mortero destruyó los árboles en su cresta. Como punto más alto de una prominente cresta este-oeste, el Monte Calvo tenía importancia estratégica porque dominaba el terreno en tres direcciones.

## Batallón Colombia: Quinto enfrentamiento de Monte Calvo, marzo 23–26, 1953
Colombia fue el único país hispanoamericano que participó en las Fuerzas de las Naciones Unidas en Corea. Una fragata, el ARC Almirante Padilla y un batallón de infantería con 1080 hombres fueron enviados para unirse a las Fuerzas de la ONU en agosto de 1951. Las fuerzas terrestres colombianas habían sido galardonadas por su ejemplar actuación en combates anteriores, Operaciones Nomad, Thunderbolt, Climber (colina 400) y Bárbula (colina 180) ganando condecoraciones como la Presidential Unit Citation de los Estados Unidos y de Corea del Sur y de la legión del mérito de los EE. UU., de las estrellas de plata y de las estrellas de bronce concedidas a los hombres.
En la época del Monte Calvo, el Batallón Colombia estaba dentro de la 7.ª división bajo el general Wayne C. Smith. La unidad sudamericana era el cuarto batallón del 31.er regimiento comandado por el Coronel William Kern, que había ordenado al Teniente Coronel Alberto Ruiz Novoa, comandante colombiano y varios de sus oficiales y suboficiales suramericanos; como en Cabo Primero José Arturo Gil Aponte, mano derecha del cuadro de mando en las primeras lineas de combate que junto con su escuadra de hombres serian los que relevara el 1 ° Batallón del Regimiento en Monte Calvo.
La unidad colombiana acababa de participar en la batalla de Yeoncheon Hill (Bárbula), en la que sus tropas atacaron el puesto de avanzada de los chinos, a 500 metros de la línea de defensa principal del enemigo, mientras realizaban tareas preliminares en Mageo-ri, al noroeste de Yeoncheon. Al amanecer, la Compañía C del Batallón Colombiano inició una operación para capturar la Colina N ° 180, un puesto de avanzada construido por el Ejército Chino, pero enfrentó una dura resistencia. Después de capturar la Colina No. 180, la Compañía C destruyó las instalaciones de defensa del enemigo. Pero la inteligencia del Regimiento había fracasado. El ataque debería haber sido llevado a cabo por al menos un batallón completo y no sólo una compañía. Las fuerzas de tierra colombianas habían sido golpeadas duramente y tenían 11 bajas, 43 heridos, y 10 desaparecidos en la acción. Las comunicaciones interceptadas de los chinos confirmaron la lucha y el combate cuerpo a cuerpo. Las bajas fueron demasiado altas para C Company. No podían mantener la posición y se les ordenó retirarse.
Dos días más tarde, el Batallón recibió órdenes de Monte Calvo.
En su nuevo puesto, la Compañía A fue colocada en Dale y B Company en Monte Calvo, yendo de oeste a este y C Company detrás de ambos, entre ellos. La cuarta compañía del Batallón Colombiano fue utilizada para llenar a los hombres desaparecidos en las otras tres Compañías, lo que significó que todo el batallón fue utilizado en la línea de frente. El Teniente Coronel Ruiz Novoa pidió al Comandante del Regimiento Kern para las tropas de reserva y una Compañía de los Estados Unidos del Regimiento fue asignada al Batallón como una unidad de la reserva.
Teniente Alfredo Forero Parra, Compañía B en el Monte Calvo: "Una vez terminé de firmar el acto en el que recibí y asumí la responsabilidad de mi sección, le pregunté al sargento puertorriqueño al que estaba reemplazando sobre el tiempo y la situación."
"Teniente, hemos estado aquí por cinco días y las tropas que sustituimos duraron casi lo mismo, es un verdadero cementerio que ha sido tomado y recuperado por nosotros unas cien veces ... Nuestros hombres son rotados cada cinco a ocho días porque son golpeados duramente por el fuego enemigo causando innumerables bajas, desmoralización y cansancio ".
El 20 de marzo se sintió fuego de artillería en todo el 31.er regimiento. El batallón colombiano estaba en Monte Calvo en el medio con el segundo batallón a la izquierda y el 3.er batallón estaba en la colina del cerdo Chop. Las comunicaciones interceptadas de los comandos y desertores chinos confirmaron la inminencia del ataque, el Comandante del Regimiento Kern permaneció escéptico de los sudamericanos.
El 21, cinco cadáveres fueron expuestos por los chinos en la cresta de la colina 180. Cuatro colombianos y un estadounidense. El enemigo quería tentar a los colombianos a tratar de recuperarlos. El comandante colombiano ordenó una misión de rescate que causó un asombro total en el Regimiento y los Comandantes de División. La misión concluyó con las líneas enemigas entrantes por una patrulla de hombres voluntarios de la Compañía C. El soldado Alejandro Martínez Roa alcanzó la cresta, desactivó una mina bajo uno de los cadáveres, descendió con uno de los cadáveres, escapó fuego enemigo y cuando encontró otras tropas colombianas, volvió a la cresta con el cabo Pedro Limas Medina y la patrulla y rescató la otros. La heroica acción fue recompensada con cuatro Estrellas de Plata en los campos de combate.
El día 22 aumentó el ablandamiento de la posición colombiana sobre Monte Calvo. Más de 2000 rondas de fuego de cañón cayeron sobre la zona.

Escudo del Batallón Colombia.

El 23, ya que la Compañía B había estado en la línea de fuego durante 11 días, el Coronel Kern ordenó a la Compañía C rotar con B. El teniente coronel Ruiz objetó la orden. Esperaba un ataque chino a Monte Calvo y consideraba que era un error mover a sus tropas, su unidad de reserva era la Compañía Americana que no conocía, y C Company había sido golpeada muy duramente en la Colina 180, así que no quería exponerlos Sin embargo, a otro infierno de fuego pesado. Pero Kern mantuvo la orden y las compañías comenzaron la rotación. El movimiento comenzó hacia 1500 horas bajo fuego pesado, haciéndolo difícil para la compañía de C avanzar hacia su nueva posición. Una vez más, la Compañía comenzó a recibir grandes pérdidas. B Company estaba completamente desmoralizado y desmotivado. Había estado bajo constante fuego de artillería desde su llegada. Los hombres estaban ansiosos de girar tan pronto como escucharon las nuevas órdenes.
Teniente Alfredo Forero Parra: "Aquel día nuestras posiciones fueron seriamente debilitadas por el fuego de artillería enemigo, la posición de mis hombres estaba en la cresta del Monte Calvo, éramos el Segundo Pelotón en la Compañía B. A mediodía, recibí órdenes de prepara a mis hombres para que sean relevados por la Compañía C, junto a nosotros.
"Todos nosotros, desde nuestras posiciones de combate, estábamos ansiosos por ser relevados, pero la Compañía C no llegó, estaba convencido de que estábamos en un ataque mayor, así que fui y hablé con el Comandante del tanque estadounidense que apoyó nuestra posición y lo convencí Para darnos una ametralladora de .30 para mejorar nuestra defensa.Teníamos todo listo, incluyendo el lanzallamas que nos fue asignado ".
El 1.er batallón del 423.er regimiento chino, 141.ª división, comandado por Hou Yung-chun, fue seleccionado para asaltar el Monte Calvo. La unidad política escogió a la 3.ª compañía para dirigir el ataque y plantar la "Bandera de la Victoria" en la colina. Los chinos se enfrentaban directamente a la maltrecha empresa colombiana B. A las 20:30 horas, el segundo teniente Álvaro Perdomo de A Company on Dale fue atacado brutalmente. Después de una resistencia tenaz y un gran apoyo de las compañías B y C, tuvo que renunciar a su posición ".
Pork Chop Hill también fue golpeado con el mismo fuego pesado. El tercer batallón no pudo sostener su posición y perdió la colina. El coronel Kern creía que el objetivo principal del ataque había sido que Pork Chop Hill enviara dos Compañías para reforzar a los hombres en el tercer Batallón, pero la lucha disminuyó permitiendo que el tercer Batallón retomara su posición en la colina dos horas más tarde Los refuerzos recibidos del Comando del Regimiento.
"Cuarenta minutos después del ataque a Dale y Pork Chop Hill, una artillería tremendamente pesada y un fuego de mortero cayó sobre el Monte Calvo. La tierra tembló como si en un terremoto acompañado de explosiones destellantes y ensordecedoras alrededor de la posición de B Company. Las fugaces siluetas de hombres, las armas y las fortificaciones debilitadas parecían fantasmas dentro de las ráfagas enemigas. Gritos de angustia y agonía se mezclaron con nuestro propio y enemigo enganchado de ametralladora. La batalla rugía en cada momento. Podíamos oír a corta distancia el disparo de morteros de 60 y 82 mm de El enemigo, las comunicaciones se perdieron, nadie contestó, ni siquiera los comandantes de la escuadra ... De repente, me informaron de la muerte de mi pelotón el sargento sustituto Azael Salazar Osorio, entonces comandante de la tercera escuadra, el cabo José Narváez Moncayo, que había sido cortado por la cintura y levantado por los pies para aliviar su sufrimiento. No se pudo hacer nada. En mi puesto de batalla la muerte del cabo Ernesto González Varela, comandante del segundo escuadrón, fue atroz. Estábamos casi tocando los codos. Él disparó su ametralladora contra una embestida de chinos que nos atacaron cuando una concha de bazuca la golpeó en la cara, dejando su cabeza enredada en su espalda. Pensé que estaba viviendo una pesadilla o película de terror hasta nuevas explosiones en mi búnker me trajo de vuelta a la realidad. Animé a mis hombres y continué comunicándome con ametralladoras y di instrucciones para que un cabo sacara el lanzallamas y se preparara para disparar al enemigo cuando aparecieran."
"Unos minutos más tarde, dos soldados vinieron corriendo a mi trinchera gritando, los chinos están llegando, los chinos están llegando ... El enemigo estaba tratando de superar nuestra posición gritando y disparando sus ametralladoras y lanzando granadas".
El ataque no tuvo éxito. Los chinos volvieron a atacar, rompiendo la defensa y dirigiéndonos hacia nuestras trincheras. Ese momento C Company empezó a llegar para relevar a B Company. Desconocían los depósitos de munición, los sectores de distribución y defensa de zanjas y zanjas. B Company todavía tenía el mando sobre la posición en la cresta de la colina, pero la mitad de los hombres eran C Company.
Teniente coronel Ruiz tenía razón, el ataque era inminente y lo que era peor, el ataque principal fue sobre Monte Calvo, no Pork Chop Hill, como el coronel Kern había considerado. La rotación en la que Kern, comandante del regimiento, había insistido, había dejado en una situación muy pobre a las dos compañías sudamericanas involucradas. Ahora los colombianos estaban pagando por ello. C Company que había sido duramente golpeada en la colina 180 todavía tenía a sus hombres bajo la influencia de esa pesadilla, y ahora incapaz de venir totalmente para ocupar sus posiciones del combate en Monte Calvo.
Un regimiento chino lanzó el ataque contra Dale. Mientras el comando del regimiento se distraía con el ataque anterior que tocaba al batallón estadounidense adyacente a la compañía colombiana, otro regimiento chino se movió en medio de la oscuridad hacia el Monte Calvo, tomando posiciones de asalto cuando una terrible lluvia de proyectiles de artillería cayó sobre la posición de B Company En la cresta de la colina. El bombardeo de ese y de los días anteriores había debilitado las posiciones colombianas, destruyendo gran parte del alambre de púas y las minas, dejando las defensas abiertas a un ataque directo. Durante toda la noche lucharon ferozmente en medio de la confusión causada por la oscuridad y por la presencia de las dos unidades colombianas, la mitad de B y la mitad de las Compañías C. La situación para la defensa no podía ser más débil. Un ataque completo del Batallón Chino, reforzado por dos compañías adicionales, era una fuerza demasiado grande contra sólo tres compañías del Batallón Colombiano.
El coronel Ruiz aconsejó su intención de usar la compañía de reserva estadounidense asignada al batallón para contraatacar, proteger a las tropas que participan en combate y retomar las posiciones perdidas. El oficial de enlace estadounidense palideció cuando escuchó la orden. Con voz temblorosa dijo que las reservas habían sido utilizadas para contener la penetración china en Pork Chop Hill en defensa del tercer batallón de los Estados Unidos. Con él, Pork Chop Hill había sido recuperado y había ayudado a los estadounidenses. No hubo aviso ni advertencia mediada al coronel Ruiz.
El Batallón Colombiano estaba por su cuenta. La unidad no tenía reservas para contraatacar y luchar. La Compañía A había tenido que retirarse con la ferocidad del ataque que precedió al del Monte Calvo, pero estaba decidida a recuperar sus posiciones de los chinos sin ningún respaldo ni refuerzos. B y C, en medio de la confusión de la rotación, no podía hacer nada más que tratar de sobrevivir.
A pesar de la adversidad, las tropas colombianas casi rompieron la fuerza del asalto, como lo demostró una comunicación angustiada interceptada por la inteligencia de la División, en la que el comandante del batallón chino Hou Yung-chun dijo que el asalto fracasó y la captura de la colina Monte Calvo era imposible. La respuesta china fue un comando despiadado: tomarlo o sufrir las consecuencias. Momentos después, anunciaron el envío de refuerzos.
Los esfuerzos para defender la posición se redujeron dramáticamente a medida que aumentaba el número de atacantes y los defensores se reducían por bajas. El olor a pólvora y sangre llenaba el aire. Se convirtió en un infierno. Sin embargo, los colombianos lucharon con su valentía acostumbrada y reconocida. Los agresores, aprovechando su enorme superioridad numérica, tuvieron que conquistar la posición zanja por zanja, fortaleza por fortaleza en feroz combate cuerpo a cuerpo.
Alrededor de la una de la madrugada, ambas partes, las fuerzas de las Naciones Unidas y los chinos, creyendo que el otro había capturado la colina, comenzaron a bombardear con fuego de artillería pesada. Ambos ejércitos a pesar de tener tropas en los campos de batalla, descargaron una lluvia de balas y proyectiles sobre los hombres varados en combate cuerpo a cuerpo tratando de mantener sus posiciones. Las bajas provenían del fuego amistoso y enemigo por igual.
A la medianoche sólo un pelotón había logrado llegar a West View y trató de ayudar a contener parte del ataque. Allí los colombianos esperaban refuerzos para retomar la posición perdida. Éstos por supuesto nunca llegaron.
Alfredo Forero: "A las cuatro y media de la mañana sólo quedaban seis hombres en el segundo pelotón de rifles de la Compañía B, con munición agotada y acosados por el enemigo, nos dirigimos hacia el camino del tanque, perdiendo a tres hombres más debido al continuo fuego de artillería . "
"Antes de la medianoche, los tanques en el valle fueron retirados, dejando libre entrada al enemigo. Un camión con nuestra munición se detuvo a la entrada de la posición sobre la carretera en el valle. De este descendieron los tenientes Leonidas Parra y Miguel Ospina Rodríguez, y los oficiales de la transmisión, como una niebla pesada cubrió la mañana y podíamos oír esporádicos disparos y gritos."
El teniente Ospina llegó con órdenes de tratar de restablecer las comunicaciones con el Comando del Batallón, pero en la dura realidad del Monte Calvo, no había nada que hacer.
A las 8:00 de la mañana llegó un pelotón de los EE. UU. y fue solicitado por los colombianos para el apoyo de fuego para volver a tomar la colina perdida, pero después de un breve reconocimiento se retiraron.
Si no fuera por la heroica resistencia de las tropas colombianas en Monte Calvo, las fuerzas chinas podrían haber roto la Línea de Resistencia de la 7.ª división, entrando profundamente en territorio aliado con consecuencias muy graves, ya que el camino podría conducir tropas y vehículos blindados enemigos directamente a Seúl.
En este punto el comando de la División ordena a la colina una tierra de nadie, y el bombardeo más temible comienza en el Monte Calvo. El Batallón Colombiano había sido incapaz de recuperar a sus hombres detrás de las líneas, perdidos, heridos o muertos. Todos estaban a merced de la Fuerza Aérea de los Estados Unidos, implacable en su acción.